# Stenopogon coracinus
Stenopogon coracinus là một loài ruồi trong họ Asilidae. Stenopogon coracinus được Loew miêu tả năm 1847. Loài này phân bố ở vùng Cổ Bắc giới.